# Coconut Records
Coconut Records — німецький звукозаписний лейбл, заснований у 1981 році продюсерами Тоні Хендріком і Карін Хартман. Лейбл випустив кілька жанрів музики, включаючи танцювальну музику, шлагер, євроденс, електроніку, Hi-NRG, Dance-pop і R&B.

## Артисти
Виконавці, які зараз підписали контракти з Coconut Records, включають Londonbeat, Andreas Martin, Wolfgang Petry, Haddaway, Bad Boys Blue, Soultans, Chyp-Notic і A La Carte.